# Tokyopop
Tokyopop, ou TOKYOPOP, também conhecido como Mixx, é uma distribuidora, licenciador e publicador de animes e mangás, na língua inglesa, germânica, e japonesa. A empresa está localizada em Tokyo, Japão, além de estar presente em Los Angeles, Califórnia.
Em Abril de 2011 foi anunciado que a Tokyopop estaria encerrando suas publicações nos Estados Unidos no dia 31 maio de 2011, a filial alemã da empresa continuará publicando para o mercado internacional, desde 2009, a empresa passa por problemas financeiro quando a editora japonesa Kodansha cancelou o contrato de licença com a Tokyopop.

## Ver Também
Dark Metro